# 小飘拂草
小飘拂草（学名：Fimbristylis aphylla var. gracilis）为莎草科飘拂草属下的一个变种。

## 扩展阅读
- 維基物種上的相關：小飘拂草